# 金耀基
金耀基，SBS，JP（1935年2月14日—），出生於中國浙江省天台縣白鶴嶺跟村（今白鶴鎮上聯新村之盤龍村），成長於臺灣。臺灣及香港社会学家、政治学家和教育家。中央研究院院士、第5任香港中文大學校長。

## 生平
金耀基在家中排行第三，祖父是金登峴，父親金瑞林。因金瑞林幼年喪父，祖母為金瑞林變賣祖田以便他攻讀法律。金耀基形容其父為其書法的啟蒙老師。1937年間，母親帶同金耀基等五名子女到浙江輾轉避難，只能斷斷續續完成小學教育。1947年，父親金瑞林應邀任上海市警察局主任秘書，金耀基隨之赴滬，在育仁中學完成兩年初中。1948年底，其父賣去在上海的住宅後，攜全家於1949年1月登上太平輪渡臺定居。

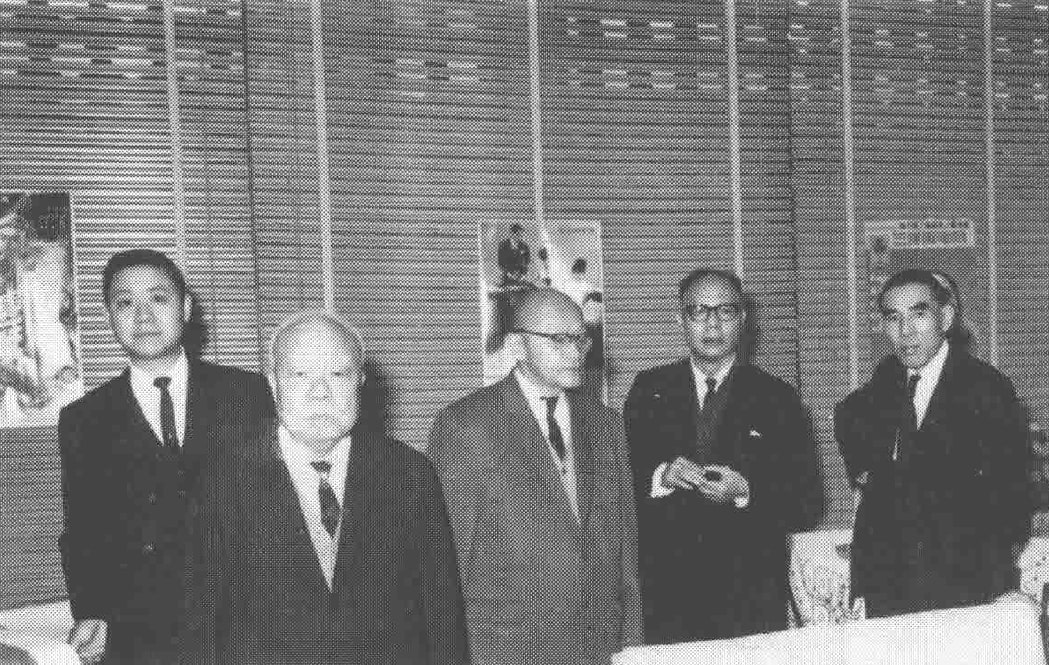
1966年11月，金耀基（左一）及王雲五（左二）參觀臺北國立故宮博物院

抵台後，金耀基全家只能在台北杭州南路一間小房子居住。金耀基臺灣省立成功中學修讀一年初中及三年高中後畢業，再在國立臺灣大學修讀法學士。1957年攻讀國立政治大學政治研究所碩士，1964年獲公費赴美留學，在美國匹茲堡大學攻讀公共與國際事務學院碩士，1965年回台。先在政大執教，後兼任臺灣商務印書館副總編輯，主力《東方雜誌》復刊的工作。1966年出版著作《從傳統到現代》。1967年第二度考取美國國會獎學金，並在匹茲堡大學完成博士學位，論文為《The Chinese Ombudsman Institution in an Historical and Comparative Perspective》，其後也加入匹大社會學系。
1969年，香港中文大學創校校長李卓敏獲匹大頒授榮譽博士，經人介紹下認識金耀基，1970年加入新亞社會學系。曾任新亞書院院長（1977-1985）、香港中文大學副校長（1989-2002）及校長（2002-2004），又嘗於英國劍橋大學、美國麻省理工學院、德國海德堡大學等校訪問研究，香港中文大學社會學榮休講座教授，研究興趣主要為中國現代化及傳統在社會、文化轉變中的角色。1977年，港督麥理浩讀過金氏所撰的〈行政吸納政治〉（Administrative Absorption of Politics in Hong Kong (Asia Survey, 15.5, May 1975, p. 422-439）一文，有意委任他進入立法局，唯金氏表示中大事務繁重，因而婉拒。在任職中大校長期間，他曾經推展裁併學系計劃，為大學開源節流，但遭受學生強烈反對，最後只推展部分計劃（包括取消由理學院及工商管理學院合辦之「化學管理」課程；但原本屬裁併對象的人類學系及日本研究課程則保留）。而在即位初期，亦曾表示有條件支持「中科合併」。金耀基是非官守太平紳士，1998年獲特區政府頒授銀紫荊星章。
1980年代前後，金耀基屢屢為臺灣國民黨政府不願推行西方民主，禁止組黨等舉措辯護，與民主進步黨對壘，是保守陣營的知名學者。如就1979年美麗島事件，金耀基在《中國時報》寫下的〈民主為本，法治為先〉就寫到︰「暴力與民主法治是南轅北轍的。民主的真義是用點數人頭來代替打破人頭，但高雄事件中所出現的卻正是打破人頭！法治的真義是尊重程序的理性，但在這次暴力運動中，所顯示的則剛剛是反程序理性的，毫無疑問，高雄事件在民主政治的道路上投下了極大的陰影。」，又例如「發展中社會的一黨政治是否絕對封閉了走向民主之路呢?在這一點上, 許多社會學家的研究並不如此悲觀。有些關注民主前途的學者認為一黨政治中,民主的可能是存在的。李普賽(Lipset)就相信有些第三世界社會中的「一黨民主」的形式是有望的。他指出這些黨……包含了不同的利益和階層的……亦即黨內結構是多元性的，黨內的多元性也發揮了制衡的功能。……政黨需代表社會廣泛的利益才合民主。準此以論,兩黨制未必民主……有的一黨制……就可以是民主，因其黨內具有社會各主要利益團體的代表性」。1994年，他當選為臺灣中央研究院院士。
金耀基自從在2004年從中大退休後，多以寫作及整理著作文章為主，較少就大學及書院發表個人意見，亦幾乎未有再公開評論時事及政治。而在2017年，金耀基罕有地贊助該年新亞書院歌唱比賽「扣人新弦」；2019年4月，他亦獲新亞書院邀請，主講「新亞書院七十週年學術講座」。他亦曾為中大校內多個部門、書院題字；而最近一次則為2012年，為新落成、由其舊部李沛良教授出任院長之伍宜孫書院題字，而該五字的書法風格較金氏舊作豪放。而他唯一並非為中大題字的「墨寶」，則為沙田瀝源邨福海樓的真善美攝影公司招牌，亦是唯一沒有「題」或「敬題」落款的金氏「墨寶」。2023年8月，金耀基與多間傳媒茶敘，指2019年的反修例事件，令香港民主運動成為過去式，《港區國安法》的出現是不幸，但如果沒有國安法止暴制亂，香港將會更不幸，並同意2019年是「黑暴」，不論其基於的原因為何，而香港仍有法治。不過，金耀基指北京亦不想改變香港的自由、有秩序及發展的環境，認為香港可按《基本法》，循序漸進重新推動民主，但就不能採用對抗式的爭取，更不可踩到分離主義的紅線。

## 主要著作
- 《中國民本思想之史底發展》(1964)
- 《現代人的夢魘》(1966)
- 《海德堡語絲》(1986)
- 《中國社會與文化》(1993)(2013春季全新修訂版)
- 《中國民本思想史》(1993)
- 《中國現代化與知識份子》(1994)
- 《大學之理念》(1983)(2000)(2013春季全新修訂版)
- 《中國政治與文化》(1997)(2013春季全新修訂版)
- 《中國民主之困局與發展》(1997)
- 《從傳統到現代》(1997)
- 《金耀基自選集》(2002)
- 《中國的現代轉向》(2004)(2013春季全新修訂版)
- 《敦煌語絲》（2007）
- 《社會學與中國研究》(2013)

## 文章
- 全球化、現代性與世界秩序
- 中國現代的文明秩序的建構──論中國的「現代化」與「現代性」
- 文化自覺、全球化與中國現代性之構建‏
- 尋求中國現代的文明秩序

## 榮譽

### 勳銜
- 非官守太平紳士（1994年）
- 銀紫荊星章（1998年）

### 榮譽博士
- 香港科技大學榮譽文學博士（1998年）
- 香港中文大學榮譽法學博士（2005年）

## 外部連結
- 金耀基在中文大學官方網站的簡歷 （页面存档备份，存于）

| 學術機關職務  | 學術機關職務                            | 學術機關職務  |
| ------------- | --------------------------------------- | ------------- |
| 前任： 全漢昇 | 香港中文大學新亞書院院長 1977年－1985年 | 繼任： 林聰標 |
| 前任： 李國章 | 香港中文大學校長 2002年－2004年         | 繼任： 劉遵義 |